# Juri Fjodorowitsch Laptschinski
Juri Fjodorowitsch Laptschinski (russisch Юрий Фёдорович Лапчинский; * 7. Apriljul. / 19. April 1887greg. in Zarskoje Selo, Gouvernement Sankt Petersburg, Russisches Kaiserreich; † 16. Oktober 1937 an der Kolyma, RSFSR) war ein bolschewistischer Politiker und einer der Gründer und Führer des ukrainischen Nationalkommunismus.

## Leben
Juri Laptschinski kam in Zarskoje Selo, der heutigen Stadt Puschkin bei Sankt Petersburg, als Sohn eines Arztes zur Welt. Als Gymnasiast wurde er im März 1905 Mitglied der Russischen Sozialdemokratischen Arbeiterpartei (SDAPR). Er absolvierte 1911 die juristische Fakultät der Universität Sankt Petersburg.
1910 und 1912 wurde er auf Grund seiner politischen Aktivitäten verhaftet und 1913 schickte man ihn nach Estland und 1914 in die Stadt Nowogeorgijewsk im Gouvernement Cherson ins Exil.
Von 1916 an war er als Anwalt in Krementschuk tätig, wo er sich den Bolschewiki anschloss und während des Kornilow-Putsches 1917 den Rat der Arbeiter- und Soldatendeputierten leitete. Bis Dezember 1917 war er zudem Chefsekretär des Volkssekretariats und Mitglied des Allukrainischen Zentralen Exekutivkomitees (ВУЦВК). Vom 20. bis zum 25. März 1918 war er als „Präsidiumsmitglied der Ukrainischen Sowjetrepublik“ (ukrainisch Президія Центрального Виконавчого Комітету Рад України Presydija Zentralnoho Wykonawtschoho Komitetu Rad Ukrainy, russisch Президиум Центрального Исполнительного Комитета Советов Украины Presidium Zentralnowo Ispolnitelnowo Komiteta Sowetow Ukrainy) eines der Staatsoberhäupter der Ukrainischen Sowjetrepublik.
Während des Hetmans war er Bevollmächtigter der Provisorischen Arbeiter- und Bauernregierung der Ukraine in Tschernihiw und vom 10. Januar 1919 bis zum 13. April 1919, als Vorsitzender des sowjetischen Revolutionskomitees (russisch Революционный комитет, ревком Rewoljuzionny komitet, rewkom), Gouverneur des Gouvernements Tschernigow.
In der nationalen Frage kritisierte er 1919, gemeinsam mit Wassyl Schachraj (Василь Матвійович Шахрай, 1888–1920), den Leninismus. Zwischen 1919 und 1920 leitete er die sogenannte Oppositionsfraktion der Kommunistischen Partei der Ukraine (KPU). Innerhalb der KPU gehörte er den Föderalisten an, welche eine unabhängige kommunistische Partei der Ukraine anstrebten und sich für eine gleichberechtigte, föderale Beziehung zwischen der Ukrainischen SSR und der RSFSR einsetzten.
Im November 1919 verteidigte er auf dem Parteitag von Gomel die Idee der Existenz einer unabhängigen ukrainischen kommunistischen Partei und des sowjetischen ukrainischen Staates. Von 1920 bis 1922 war er Sekretär des Allukrainischen Zentralen Exekutivkomitees. Im April 1920 gab er eine Erklärung heraus, in der er die Führung der Kommunistischen Partei Russlands (B) beschuldigte, ein militärisches Besatzungsregime eingeführt zu haben, und erklärte, dass die RSFSR die Ukrainische SSR wie eine asiatische oder afrikanische Kolonie eines westeuropäischen imperialistischen Staates behandelt. Nachdem er im Juli 1920 seinen Wechsel von der KP (b) U zur Ukrainischen Kommunistischen Partei angekündigt hatte, wurde er verhaftet und nach Moskau gebracht. Nach kurzer Haft kehrte er zurück in die Ukraine und wurde alsbald erneut verhaftet. Aufgrund von Meinungsverschiedenheiten mit der Führung der UKP verließ er die Partei und lebte in den Jahren 1922/23 als Vertreter des ukrainischen Roten Kreuzes in Warschau, Berlin und Italien. Danach arbeitete er bis 1924 als Anwalt in Kiew und daran anschließend als Direktor eines Filmstudios in Odessa. Im Dezember 1926 trat er wieder der KP (b) U bei und war von 1928 bis 1930 sowjetischer Konsul im polnischen Lemberg. 1931 war er in Charkiw, der damaligen Hauptstadt der Ukraine, Mitglied und Leiter des Präsidiums des staatlichen Planungsausschusses der UdSSR.
Im Frühjahr 1935 schickte man ihn nach Kasachstan, wo er stellvertretender Volkskommissar für Gesundheit und Chefsanitärinspektor der Kasachischen SSR wurde. Im Herbst desselben Jahres wurde er in Alma-Ata aufgrund einer angeblichen Zugehörigkeit zu einer ukrainischen Militärorganisation verhaftet. Nachdem er die gegen ihn vorgebrachten Vorwürfe abweisen konnte, beschuldigte ihn eine Sondertagung des NKWD der UdSSR des illegalen Waffenbesitzes und verurteilte ihn am 21. April 1936 zu fünf Jahren Lagerhaft. Nach der Inhaftierung in der Goldmine Nerega Kolyma in der Oblast Magadan wurde er dort am 8. September 1937 erneut angeklagt und von der NKWD-Troika in Fernost zum Tode verurteilt und hingerichtet. Er wurde nach Stalins Tod 1956 postum rehabilitiert.